# Durham Tees Valley Airport
Durham Tees Valley Airport (IATA: MME, ICAO: EGNV) er en mindre lufthavn i England. Den er beliggende ved byen Darlington, County Durham, i den nordøstlige del af landet, 16 km sydvest for Middlesbrough og 20 km syd for Durham.
I 2014 ekspederede lufthavnen 142.379 passagerer, og havde tre faste ruter. 